# Wolkowo (powiat leszczyński)
Wolkowo – wieś w Polsce położona w województwie wielkopolskim, w powiecie leszczyńskim, w gminie Osieczna.
W latach 1975–1998 miejscowość należała administracyjnie do województwa leszczyńskiego.